# Prowincja Lào Cai
Lào Cai wymowaⓘ – prowincja Wietnamu, znajdująca się w północnej części kraju, w Regionie Północno-Wschodnim. Na północy prowincja graniczy z Chińską Republiką Ludową.

## Podział administracyjny
W skład prowincji Lào Cai wchodzi osiem dystryktów i jedno miasto.
- Miasta:

1. Lào Cai

- Dystrykty:

1. Bắc Hà
2. Bảo Thắng
3. Bảo Yên
4. Bát Xát
5. Mường Khương
6. Sa Pa
7. Si Ma Cai
8. Văn Bàn